# 陳輝
陳 輝（ちん き、1963年11月 - ）は、中華人民共和国の軍人。上將。現職は中国人民解放軍陸軍政治委員。

## 経歴
1963年11月、河北省文安県で生まれる。河北工学院（現在の河北工業大学）を卒業。
空挺兵第43師団政治委員を務めたことがある。2010年3月、中国人民解放軍空軍指揮学院副政治委員に就任。2016年1月、南部戦区空軍規律委員会書記に就任。2020年9月、中国人民解放軍空軍規律検査委員会書記、監督委員会主任に就任。2021年8月、中国人民解放軍戦略支援部隊航天系統部政治委員に転任。2024年4月、中国人民解放軍軍事航天部隊の初代政委に就任。同年12月、中国人民解放軍陸軍政治委員に就任。
2011年7月、少将。2020年9月、中将。2024年12月、上将。